# Chabet El Ameur
Chabet El Ameur là một đô thị thuộc tỉnh Boumerdès, Algérie. Dân số thời điểm năm 2002 là 30.223 người.